# حلقة صلبة

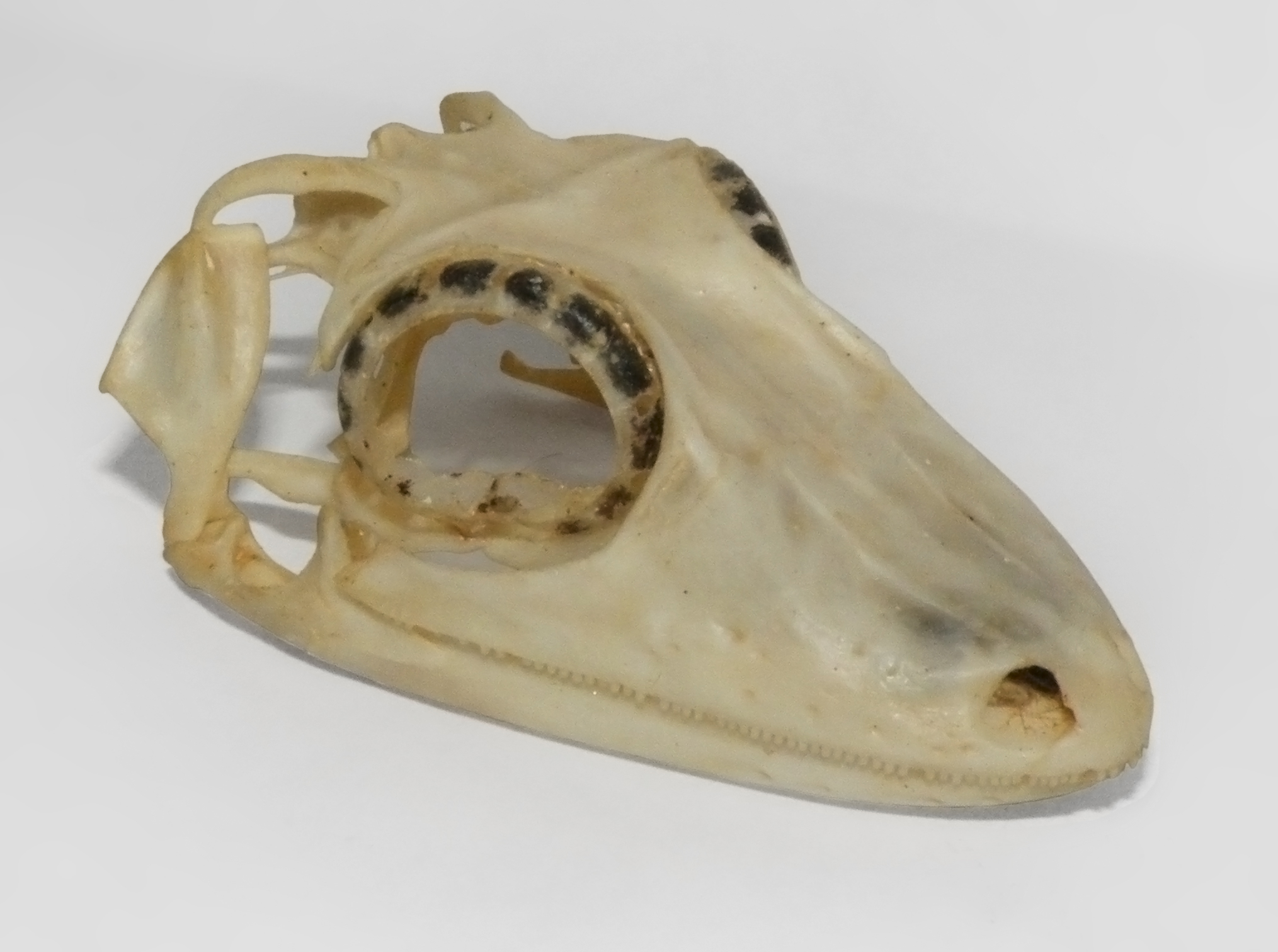
جمجمة ليوروبلاتوس, تظهر فيها الحلقات الصلبة كبيرة بوضوح.

الحلقات الصلبة هي حلقات من العظم توجد حول عيون كثير من الفقاريات ما عدا طائفة الثدييات و رتبة التمساحيات. يمكن أن تتكون من قطعة مفردة من العظام أو من مجموعة من العظام الصغيرة. يمكن القول بأن لها دورا في دعم العينين، خاصة في الحيوانات التي لا تملك عيونا مخروطية الشكل أو التي تعيش أسفل سطح الماء. أحافير الحلقات الصلبة توجد في كثير من االحيوانات المنقرضة مثل الإكتيوصور والفيلوسيرابتور والبتروصور. غالبا لا تحفظ هذه العظام.